# Pinalia recurvata
Pinalia recurvata är en orkidéart som först beskrevs av Joseph Dalton Hooker, och fick sitt nu gällande namn av Carl Ernst Otto Kuntze. Pinalia recurvata ingår i släktet Pinalia och familjen orkidéer. Inga underarter finns listade i Catalogue of Life.